# Петер Костянтин Кирилович
Костянтин Кирилович Петер (псевдо: «Сокіл»; 1893, с. Пилипи-Борівські, нині Томашпільський район, Вінницька область — 27 квітня 1953, с. Грабовець, Богородчанський район, Івано-Франківська область) — сотник армії УНР, майор УПА, викладач школи розвідників Служби безпеки УПА в Старому Угринові, керівник розвідки ВО-4 «Говерля», референт пропаганди Станіславівського окружного проводу ОУН.

## Життєпис

### Дитинство. Юність
Костянтин Кирилович Петер народився 1893 року в селі Пилипи-Борівські Тульчинського району (нині Томашпільського) на Вінниччині. Батько Петера — Кирило походив з німецької родини. Мати Дарія Плакида була козацького роду з с. Звенигородки, Черкаської області.
Молодий Петер успадкував від батька самодисципліну, працьовитість. У батьківському домі була велика бібліотека, у якій малий Костя рано познайомився з «Кобзарем» Шевченка.
Після сільської школи Костянтин два роки навчався у Вінницькій духовній семінарії. Та сан священика не приваблював його — після другого курсу перейшов до учительської семінарії, де познайомився з С. Петлюрою. Після закінчення семінарії учителював в с. Дзигівка на Жмеринщині.

### Перша світова війна. Перші визвольні змагання
Костянтин Петер — учасник Першої світової війни, поручник царської армії, радо підтримав Акт проголошення Української Народної Республіки. Після створення української армії приходить під командування С. Петлюри. Деякий час працює при штабі Головного Отамана, опісля — в діючій армії в чині сотника.
В одному з боїв під Вапняркою на Вінниччині сотник Петер був важко поранений, ледь вижив. У шпиталі познайомився з галичанином поручником Січових Стрільців Миколою Луцьким. Ця дружба поєднала їх на все життя.
21 листопада 1920 року залишки здесяткованої тифом та виснажливими боями української армії перейшли на територію Польщі. Сотник Петер як представник штабу Симона Петлюри разом з українською делегацією виїхав у Варшаву для обговорення умов розміщення військ УНР на території Польщі. Але підступно був інтернований і відправлений до концентраційного табору в Тернополі. А в рідному селі більшовики розстріляли батька — Кирила Петера.

### Міжвоєнний час
Після звільнення з табору сотник Петер оселився в селі Грабовець Богородчанського району, одружився з сестрою дружини Миколи Луцького Михайлиною Голинською. Вів серед населення культурно-просвітницьку роботу, організував в селі читальню «Просвіти», драмгурток, хор. Вчителював в сільській школі. Біля власної хати на хуторі «Копачівка» посадив великий сад.
У цей час в Галичині посилилася підпільна боротьба проти польських окупантів. Петер, підтримуючи контакт з колишніми старшинами української армії, також включився в цю боротьбу. Його активна праця в селі, зв'язки з різними діячами не подобалися польській владі. Йому погрожують висланням за Збруч. Примушують щомісяця зголошуватися в поліцію. Становище ускладнюється тим, що Петер не має польського підданства. Його звільняють з роботи і примушують виїхати в Сілезію.
Через деякий час, виконуючи завдання ОУН, Петер повернувся в Галичину, перейшов на нелегальне становище.

### Друга світова війна. Другі визвольні змагання

#### Служба в поліції
З перших днів німецької окупації полковник Глушко, на теренах Станіславівської області, організовує відділи поліції. Скориставшись з німецького походження Петера, призначає його комендантом української поліції спочатку в Богородчанах, а потім у Тисмениці.
З перших днів на посаді коменданта поліції Богородчан Петер зав'язує контакт з ОУН та передає в підпілля велику кількість трофейної зброї. В кінці 1941 року виникла загроза арешту Петера німцями. Полковник Глушко переводить його спочатку в Надвірну, а опісля в Тисменицю.
В 1942 році гестапо таки арештувало Петера. На слідстві ординарець дав свідчення про передачу зброї і кожухів партизанам. У той час в Карпатах з'явилися більшовицькі партизани, і свідок вказав на них. Із Станіславівської тюрми німці перевезли Петера у Львів. Відбувся суд. Петеру загрожував розстріл. Друзі зібрали кошти і найняли впливового адвоката-фольксдойча Бемка, який уміло повів справу. У Петера збереглася довідка, що він у 1920 році був поранений у бою з більшовиками під Вапняркою. Судили судді-австріяки, які врахували цю довідку. А також адвокат довів абсурдність показань свідка, адже, воюючи замолоду з більшовиками зі зброєю в руках, К. Петер не міг допомагати ковпаківцям. Допомогли також свідчення начальника польової жандармерії, теж австріяка, який симпатизував українцям, про те, що зброю Петер здав йому. Суд виправдав Петера.

#### Перехід в УПА
Петера звільнили, але з умовою, що повинен служити в дивізії «Галичина». Петер дає згоду, але, звільнившись, переходить на нелегальне становище і відходить у Чорний ліс, узявши псевдо сотник «Сокіл». Очолив військову розвідку у штабі УНС.
Костянтина Петера прийняли до повстанської сотні «Шума», яка входила до складу куреня «Благого» (Химинець Олекса).
Восени 1943 року в с. Старий Угринів Калуського району керівництвом ОУН організовано вишкіл розвідників Служби Безпеки УПА. На вишкіл прибули підпільники з Львівщини, Волині, Житомирщини. Одним із викладачів вишколу був Костянтин Петер. Із Волині прибув невеликий відділ української поліції, який після конфлікту з німецькою управою перейшов зі зброєю в підпілля, де займався вишколом повстанських розвідників. Після вишколу відбувся розподіл випускників по теренах України, а сотник «Сокіл» за розпорядженням Головного Штабу очолив військову розвідку всієї військової округи ВО-4 «Говерля».
В останній день вишколу сотник «Сокіл» викликав до себе учасників вишколу Карпатського краю. Підпільнику «Шраму» було доручено організувати розвідчу мережу в Станіславівській окрузі. Підпільниці «Марті» (Стефа Процак) наказано перейти в розпорядження сотника, але також зголоситися до провідника «Роберта» (Мельник Ярослав) для додаткових розпоряджень.
До кінця 1944 року К. Петер працював над створенням військової розвідки на Станіславівщині, Коломийщині та Чернівеччині. Були організовані відділи розвідників при сотнях УПА, а також розвідувальна сітка на теренах усього Карпатського краю. За жорстокими буднями підпільника не забував сотник «Сокіл» і за сім'ю, яка мешкала на хуторі Копачівка біля села Грабівця.
Влітку 1944 року фронт просунувся на захід. Тим часом для посилення боротьби з повстанським рухом 11 грудня 1944 року НКВС УРСР видав наказ «Про подальші заходи боротьби з бандитизмом ОУН і УПА на території Станіславської області». У ньому народний комісар вимагав «виставляти в населених пунктах, де діють боївки, гарнізони в кількості 20-40 бійців на термін 5-12 днів, систематично проводити облави, прочісування лісових масивів, виставляти засідки та здійснювати інші оперативні дії».
За 1944 рік у лісах Прикарпаття сформувалися відділи УПА. В поодиноких боях з більшовиками були поранені стрільці. Виникла потреба створити підпільні шпиталики. А оскільки на Галичині діяв Український Червоний Хрест, то в селах було організовано вишколи медсестер. Щоби захистити підпілля від несподіваних наскоків більшовиків, справно діяла розвідувальна сітка, якою далі керував сотник «Сокіл», що від липня 1944 року входив до штабу військової округи «Говерля».
З перших днів 1945 року більшовики стягнули на Прикарпаття великі сили військ НКВС. Проводилися обшуки, арешти, розстріли. Поранених, які раніше перебували в селах під опікою селян, довелося забрати в ліс, що ускладнювало пересування відділів УПА. І тут у нагоді ставала розвідка, яка збирала відомості про пересування ворога, його кількість і передавала у відділи УПА. Сотник «Сокіл» організовував зустрічі з розвідниками в різних районах Карпатського краю. З дуже великою увагою ставився до потреб розвідників, дбав про їхній зовнішній вигляд, про озброєння, але був дуже вимогливим до них.
Цікавий бойовий епізод про бій у селі Грабівка в січні 1946 року зберігся у повстанських документах. У цьому бою брала участь сотня «Сокола». Але чи то були стрільці Костянтин Петера, чи іншого повстанського командира із псевдо «Сокіл», поки що не встановлено, бо, власне, йдеться про сотню «Сокола» із куреня «Прута», а Костянтин Петер перебував у сотні «Шума» (курінь «Благого»). Хоча переміщення бойових відділів із одного куреня до іншого також практикувалося. Такі переформування відбувалися особливо в зв'язку з розгромом окремих куренів УПА радянськими військами. Тим часом сотня «Сокола» з куреня «Прута» 6 січня 1946 року о шостій вечора здійснила напад на гарнізон радянських прикордонників із 80 бійців у с. Грабівка. Чота «Бородатого» влаштувала засідку з боку с. Завій, а відділ «Бровка» вдарив на ворога з горішнього кінця Грабівки. Під час наступу повстанців на приміщення прикордонників були використанні гранати та автоматична зброя. Відступаючі червоноармійці натрапили на партизанську засідку. Їхні втрати становили 18 убитих, із боку повстанців загинули ройовий «Морозенко» і сотник «Бровко».
У 1949 році Костянтин Петер входив до Головного військового штабу, мав військове звання майор УПА. А від літа 1950-го був керівником розвідки військової округи «Говерля» та референтом пропаганди Станіславського окружного проводу ОУН.
Важкі часи настали для повстанців. Гинули молоді, здорові хлопці, які мріяли про волю України, які хотіли вільними жити на своїй землі. Іноді серед молодих повстанців закрадалася зневіра: «Чи не даремно ллється кров, гинуть молоді воїни?» І відповідав їм сотник «Сокіл»: 
| «Той, хто взявся вибороти волю для України, падати духом не має права. Боротьба вимагає жертв. Ми виборемо, обов'язково виборемо волю. Хоч синам, як не собі». |
В 1950 році більшовики через своїх агентів почали інтенсивно розшукувати «Сокола». Та в ті грізні для УПА і підпільників часи сільське населення, не зважаючи на репресії, як могло допомагало повстанцям. Енкаведисти лютували, розшукуючи Петера, але він був невловимий: несподівано з'являвся то під Богородчанами, то під Свалявою і знову зникав у Чорному лісі.
Все менше залишалося воїнів в його охороні. Десь біля Дзвиняча, виконуючи чергове завдання, загинули відважні брати Костюки. Загинув окружний розвідки «Шрам».
За допомогою агентури, провокацій та терору в 50-х роках чекістам вдалось знищення повністю 10 підпільних районів та 10 частково.
12 листопада 1952 року на Рожнятівщині відбувся остання відправа підпільників з усього краю. Нею керували одні з найславніших командирів УПА — референт СБ «Грім» (М. Твердохліб) та окружний референт «Сокіл» (К. Петер). З цього часу різко змінюється тактика УПА. Полковник «Грім» виступив з промовою до побратимів, де закликав не здаватися і триматися до останнього, висловлюючи надію, що колись Україна таки стане незалежною.
Підпільникам і воїнам УПА з кожним днем ставало все важче вижити. Ще літом ліс захищав від небезпеки. Узимку загони озброєних і тепло вдягнених енкаведистів прочісували кожний метр поля і лісу в пошуках криївок.
Та населення не здавалося і, як могло, допомагало повстанцям. Добрих людей зустрів сотник «Сокіл» і в селі Грабовець. Узимку 1952 року Марія Кваснюк зробила в своїй хаті схованку для «Сокола». Тієї зими допомогли йому селяни Гандзюк і Глинський. А Михайло Ковтун за допомогу сотникові був засуджений на 25 літ тюрми.
Надходили Великодні Свята 1953 року. Сотник «Сокіл», втративши всіх близьких йому людей, хворий, знову прийшов до села, де колись жила його родина, де виросли його діти, до селян, яких любив і яким вірив. Та на присілку «Копачівка» неподалік його оселі чекали на нього енкаведисти. Оточили. Думали взяти живим. Кричали: «Пєтєр сдайся! Сахранім тєбє жизнь!»
Та вояк знав — ворог не пощадить. І коли енкаведисти підійшли ближче, випустив в них чергу з автомата, а останньою кулею обірвав своє життя.

## Доля родини. Пам'ять
У родині Костянтина Петера було двоє дітей: дочка Ліда (1927 р. н.) та син Зиновій-Богдан (1930 р. н.). В кінці 1947 року дружину сотника «Сокола» — Михайлину, доньку Ліду і зятя Василя вивезли в Казахстан, а 17-літній син Зеновій зумів утекти. Добравшись до батька в Чорний ліс, прибрав собі псевдо «Тиміш» (в родині Петерів плекалася повага до Б. Хмельницького) і залишився в охороні батька.
Два роки батько з сином пліч-о-пліч воювали з ворогом. У грудні 1949 року, повертаючись в район села Зелена Надвірнянського району, сотник «Сокіл» почув постріли. Це над присілком села Зелена — Максимцем ішов бій. Знаючи, якою зброєю користувався «Тиміш», сотник зрозумів, що більшовики напали на криївку, в якій перебував його син і ще двоє стрільців. Між горою, на якій стояв сотник «Сокіл» і горою, на якій ішов бій, лежало глибоке провалля — допомогти синові не було змоги. Важко пережив «Сокіл» втрату сина.
У важку зиму 1952-53 рр. писав сотник «Сокіл» до дружини в Караганду:
| "Мої Дорогі! Коли дійде цей лист до Вас — не знаю, але все-таки з далеких та рідних сторін здоровлю Вас словами: Христос Родився!… Перегорніть листочки, перегляньте минуле наше життя, і коли засяє зірка, згадайте нашу родину в рідному гнізді. В Святий Вечір залишіть два місця для нас… Духом я буду з Вами. Бо кому оповім свою печаль і свій біль. Чи зрозуміє хтось зболену, самітню душу? Болить до безтями душа і тіло. Я не живу, а тільки існую. Чи діждусь того щасливого дня, коли побачуся з Вами? Це для мене святая святих. Писати немає сили, але зате думки мої летять до Вас у чужий край. Зрозумійте мене і відчуйте — буду Вам вдячний. Припускаю, що бідуєте… Але я тепер бідую гірше від Вас. Я тяжко хворий… Голод і холод — це мої вірні друзі, вони мене ніколи не залишають. Простіть і не нарікайте на мене. Пам'ятайте, що я духом з Вами. Цілую Вас щиро, Ваш К… |
Минули роки… Дружину Костянтина Петера поховали в 1962 в Казахстані. В 1966 в рідне село повернулася донька Ліда з чоловіком і дітьми. Рідної оселі вже не було: її раніше розібрали і перевезли в колгосп. Попросили голову колгоспу дозволу в батьківському саду збудувати малу хатину. Та голова колгоспу у відповідь послав трактористів, і ті викорчували сад.
В 1991 році колишня підпільниця «Марта» вдруге побувала на місці оселі свого командира. Та побачила лиш голе поле, поросле бур'яном. «Марта» розшукала доньку сотника «Сокола» п. Ліду, яка в той час вже була важко хвора. І обіцяла, що допоможе повернути добре ім'я її батька. У червні 1992 року через газету «Новий Час» «Марта» нагадала селянам села Грабівця про людину, яка в час польської окупації організувала в селі Грабовець читальню «Просвіти», сільський хор, навчала їхніх дітей любити свою землю, любити Україну.
На місці загибелі сотника «Сокола» і на місці оселі встановлено й освячено хрести. На освяченні були присутні: донька Ліда, зять, внуки і правнуки майора УПА Костянтина Петера — сотника «Сокола».
29 вересня 2001 року в селі Грабовець відкрито сільський музей. Того ж дня Івано-Франківською обласною Управою ВЛУЖ за допомогою агрофірми «Стецівська» Снятинського р-ну, яка виділила 270 яблунь, та Прикарпатського військово-спортивного ліцею з м. Богородчан закладено сад. Опісля за участю священиків місцевої громади, Братства УПА і голови Богородчанської РДА сад освячено.
Влітку 2003 збудовано каплицю, упорядковано сад і під'їзну дорогу, а скульптор В. Вільшук — виготовив з граніту пам'ятний знак.
14 жовтня 2003 року на свято Покрови на місці оселі Костянтина Петера — сотника «Сокола» в «Саду пам'яті» відбулося освячення каплиці і пам'ятного знаку.